# Сміх без правил
Сміх без правил (рос. Смех без правил) — російське телевізійне шоу, в якому молоді гумористи змагаються за великі грошові призи (100 000 рублів у відбіркових турнірах і від 500 000 рублів у фіналі). У першому сезоні учасники також змагалися за право виступати в Комеді клаб, але тепер троє фіналістів (раніше - шестеро) борються за участь в Забійній лізі. Шоу виходило на телеканалі ТНТ з 13 квітня (п'ятниця) 2007 року. Перші 9 сезонів шоу ведучими були Павло Воля і Володимир Турчинський. З листопада 2008 року виходили випуски, зняті в новій студії, в якій повністю був змінений інтер'єр: тепер сцена підвішена на ланцюгах, а для журі зроблені крісла, на яких збоку прикріплені спеціальні кнопки для гудків (раніше журі сиділи на бочках і дуділи в дудки) . Останній ефірний випуск програми вийшов 17 грудня 2009 а в запису, після смерті ведучого програми Володимира Турчинського.

## Формат
Шоу представляло (на даний момент не виходить) собою турнір гумористів з різних міст Росії, України, Білорусі, Молдавії і Литви. Також в кількох сезонах брав участь представник США (штат Філадельфія).

### Схема турніру
У турнірі - 10 програм. Перші шість — відбіркові тури, в кожній з яких визначаються по 2 переможця (всього їх 12 за підсумками 6 ігор), які продовжують битву в наступних етапах. У кожній програмі Предфінальний турів з конкурсу вибувають по два учасника. Таким чином, до десятої програмі залишається 6 учасників, з яких визначається переможець .
Переможець турніру отримує головний грошовий приз (від 500   000 рублів), а шестеро (в 7 і 8 сезоні - троє) фіналістів - можливість брати участь у «Забійній Лізі» Сміху без правил.
У 9 сезоні брали участь усі учасники "забійної Ліги», що вийшли в неї в перші 7 сезонів. Назад в «Забійну лігу» повернулися лише 12 учасників, що вийшли в 1/8 фіналу 9 сезону.
У 10 сезоні схема турніру змінилася, відбіркових турів стало 8 замість 6, Предфінальний турів, завдяки цьому теж стало більше, тому весь турнір став тривати майже півроку.

### Схема відбіркових турів
Перший раунд називається «Зроби мені смішно». Учасники повинні будь-яким доступним їм способом розсмішити зал і журі. У випадку, якщо члену журі не подобається виступ учасника, то він сигналізує про це гудком в спеціальний ріжок. Якщо прозвучало 3 гудка (по одному від кожного члена журі), то учасник викидається зі сцени на мати. Був випадок, коли учасник був викинутий зі сцени без трьох гудків - Володимир Турчинський, на правах головного рефері, викинув учасника зі сцени по закінченні всього двох гудків. У другий раунд проходять учасники, яких не викинули на мати.
Другий раунд — імпровізація. Учасникам можуть запропонувати обіграти позу актора, скласти незвичайний некролог, роздягнути дівчину, жартома на задану тему придумати рекламний слоган і т. Д. У третій раунд проходять 4 учасника.
Третій раунд - гумористичний спаринг. Учасники сходяться в словесному поєдинку. У четвертому раунд проходять 2 учасника.
Четвертий раунд - фінальний спаринг. Той із суперників, хто виявиться дотепніше, отримує великий грошовий приз, але боротися за головну нагороду в наступних турах будуть обидва фіналісти гри. Можлива ситуація, коли суперники можуть або поділити грошовий приз (кожному дістанеться по 50 000 рублів), або коли суперники не отримають нічого, а приз додасться до призу фінальної гри.

### Схема 1/8 фіналу турніру
Перший раунд проходить за такою ж схемою, як і перший раунд відбіркових турнірів, але учасників не викидають зі сцени, а члени журі не дудять в ріжки.
Другий раунд - фрістайлінга. Учасники читають реп на задану тему.
Третій раунд - імпровізація за схемою другого туру відбіркових ігор. У деяких сезонах не було третього раунду в 1/8 фіналу турніру.
Після трьох раундів визначаються 2 учасники, які викидаються зі сцени на мати.

### Схема 1/4 і 1/2 фіналу турніру
Перший раунд проходить за схемою першого раунду 1/8 фіналу.
Другий і третій раунди проходять за схемою другого і третього раундів відбіркових ігор.
Після трьох раундів визначаються 2 учасники, які викидаються зі сцени на мати.

### Схема фінальної частини турніру
Перший раунд може бути або за схемою першого раунду Предфінальний ігор, або імпровізаційний, або раунд-спаринг. У восьмому сезоні був введений конкурс «Мужик сказав - мужик зробив», суть якого полягає в тому, щоб доводити або спростовувати будь-яку теорію, орієнтуючись на таблички з вказівками подальших дій.
Другий раунд проходить за схемою спарингу або імпровізації. У восьмому сезоні був введений новий імпровізаційний конкурс, що є модифікацією конкурсу «Стоп-кадр». У новому конкурсі учасники виходять на сцену парами і самі придумують пози опонентові.
Третій конкурс називається «Стенд ап» або «Візитка». По суті це той же перший раунд Предфінальний ігор.

### Журі
Основне завдання журі - відбір учасників. У першому раунді кожному з трьох членів журі видані дудки. Якщо учасник не подобається журі, вони дмуть в дудки, третій гудок означає припинення виступу учасника, і скидання його на мати.
Голова і постійний член журі - Михайло Марфін, колишній гравець і редактор КВН.
Інші члени журі зазвичай складаються з однієї зірки шоу-бізнесу та одного гумориста (часто резидента Комеді клаб).

## Фіналісти
Список учасників, що дійшли до фіналу 